# Blaubauch-Höschenkolibri
Der Blaubauch-Höschenkolibri (Eriocnemis mirabilis), früher als Weißohr-Schneehöschen oder als Buntes Wollhöschen bezeichnet, ist eine seltene Kolibriart aus der Gattung der Höschenkolibris. Er ist endemisch in der Region von Cauca in Kolumbien. Der Bestand wird von der IUCN als „stark gefährdet“ (endangered) eingeschätzt.

## Beschreibung
Der Blaubauch-Höschenkolibri erreicht eine Länge von 8 Zentimetern. Das Männchen ist an der Oberseite schillernd dunkelgrün. Die Stirn ist smaragdgrün. Hinter dem Auge befindet sich ein weißer Fleck. Der Schwanz ist an der Oberseite dunkel bronzeoliv und an der Unterseite gelboliv gefärbt. Kehle und Halsseiten sind schillernd blaugrün. Der Bauch ist violett und zeigt rötliche Tupfen. Die Unterschwanzdecken sind rubin und golden schimmernd. An den Beinen sind weiße, daunige Federbüschel. Bei den Weibchen sind Oberseite und Flanken dunkelgrün. Die Mitte der Kehle und die Brust sind weiß und durch grüne Flecken charakterisiert. Die Unterseite ist rötlichbronze mit weißen Flecken. Der Schwanz ist bronzegrün mit blauschwarzen Säumen und weißen Flecken auf den Unterschwanzdecken.

## Verbreitung
Der Blaubauch-Höschenkolibri ist nur aus vier kleinen Gebieten in Südwestkolumbien in der Cordillera Occidental im Departamento del Cauca bekanntː in der Umgebung des Cerro Charguayaco nordöstlich des Cerro Munchique im Munchique Nationalpark, in der Serranía del Pinche und in El Planchón. Hier hat der Kolibri ein stark begrenztes Brutgebiet von ca. 14 km² in einer Höhenlage zwischen 2220 und 2600 m.

## Lebensweise
Über die Lebensweise der Art ist bisher nur wenig bekannt. Bisherigen Studien zufolge bevorzugt der Blaubauch-Höschenkolibri die Baumebenen feuchter Bergwälder vom Unterholz bis in etwa 5 m Höhe. In seinem Verbreitungsgebiet kommen mehrere andere Kolibri-Arten vor, mit denen er in Nahrungskonkurrenz steht. Seine Nahrung besteht aus den Früchten der Lulo-Pflanze sowie aus dem Nektar von Gattungen wie Thibaudia, Besleria und Disterigma. Vermutlich besetzt der Blaubauch-Höschenkolibri innerhalb seines sehr kleinen Verbreitungsgebietes eine sehr enge ökologische Nische.
Das Gelege besteht aus ein bis zwei Eiern, die 14 bis 15 Tage bebrütet werden.

## Status
Der Blaubauch-Höschenkolibri ist sehr selten. Die Organisation BirdLife International geht derzeit von einem Bestand von unter 1000 Exemplaren aus und stuft deshalb die Art in die Kategorie „stark gefährdet“ (endangered) ein. Der Blaubauch-Höschenkolibri war zwischen 1967 und 1997 nur durch vier Exemplare bekannt, die 1967 von John Dunning und Kjell von Sneidern gefangen und fotografiert wurden. 1997 wurde die Art in der Terra typica wiederentdeckt. In den 1970er-Jahren basierte die lokale Wirtschaft im Departamento Cauca auf der Lulofrucht-Ernte. In den 1980er-Jahren fielen die Lulo-Pflanzen jedoch einer Pilzinfektion zum Opfer und das Gebiet wurde stark gerodet. Der Cerro Charguayaco und der Cerro Munchique sind Teil des Munchique-Nationalparks. Eine Wiederanpflanzung von Lulo-Pflanzen wird von der Naturschutzbehörde unterstützt, um den Blaubauch-Höschenkolibri vor der Ausrottung zu bewahren.

## Unterarten

Verbreitungsgebiet des Blaubauch-Höschenkolibris

Im Moment sind keine Unterarten des Blaubauch-Höschenkolibris bekannt. Er gilt als monotypisch.

## Etymologie und Forschungsgeschichte
Rodolphe Meyer de Schauensee beschrieb den Blaubauch-Höschenkolibri unter dem heutigen Namen Eriocnemis mirabilis. Als Fundort nannte er Charguayaco im Departamento del Cauca in Kolumbien. Eriocnemis leitet sich von den griechischen Wörtern ἔριον érion für „Wolle“ und κνημίς knēmī́s für „Manschette, Beinschiene“ ab. Das Artepitheton mirabilis ist das lateinische Wort für „bewundernswert, wunderbar“.

## Einzelbelege
1. ↑  Couzens, S. 78.
2. 1 2  Rodolphe Meyer de Schauensee, S. 1
3. ↑  IOC World Bird List Hummingbirds
4. ↑  James A. Jobling S. 148
5. ↑  James A. Jobling S. 256